# Blauwvleugelgans
De blauwvleugelgans (Cyanochen cyanoptera) is een vogel uit de familie Anatidae. De wetenschappelijke naam van de soort is voor het eerst geldig gepubliceerd in 1845 door Rüppell.

## Kenmerken
Beide geslachten hebben een bruingrijze kleur. De grote slagpennen zijn blauw. De poten en de snavel zijn zwart. De lichaamslengte van het mannetje bedraagt 60 cm, die van het vrouwtje 55 cm.

## Voortplanting
Het legsel bestaat uit 4 tot 7 cremekleurige eieren, die ongeveer 32 dagen worden bebroed.

## Voorkomen
De soort is endemisch in Ethiopië.

## Beschermingsstatus
Op de Rode Lijst van de IUCN heeft de soort de status gevoelig.